# Otomys dartmouthi
Otomys dartmouthi é uma espécie de roedor da família Muridae.
Apenas pode ser encontrada na Uganda.
Os seus habitats naturais são: campos rupestres subtropicais ou tropicais.